# Петрич, Вольфганг
Вольфганг Петрич (нем. Wolfgang Petritsch; род. 26 августа 1947, Клагенфурт-ам-Вёртерзе, Австрия) — австрийский дипломат и политик, член Социал-демократической партии Австрии (СДПА).

## Биография
Словенец по происхождению. Родом из Каринтии. Изучал историю, немецкую филологию, политологию и право в университете Вены. В 1972 году получил докторскую степень. Бывший глава кабинета премьер-министра Австрии, с 1977 по 1983 год был секретарём Федерального канцлера Австрии Бруно Крайского.
Советник министерства иностранных дел Австрии.
Главный переговорщик и специальный представитель ЕС во время конференции в Рамбуйе о будущем Косово. Служил дипломатом в Париже и Нью-Йорке .
В 1997—1999 годах — посол Австрии в Белграде (Союзная Республика Югославия).
В 1997—2002 годах — верховный представитель международного сообщества в Боснии и Герцеговине. Претворял в жизнь Дейтонские соглашения.
Участвовал в парламентских выборах 2002 года в составе социал-демократической партии как перспективный кандидат партии на пост министра иностранных дел. 
С 2003 по 2008 год — постоянный представитель Австрии при ООН в Женеве.
Позже, до 2013 года работал послом Австрии в Организации экономического сотрудничества и развития.
Затем — сотрудник Гарвардского университета.
Последние годы служит в качестве председателя совета Европейского культурного фонда и президента Австрийского фонда плана Маршалла.
Считается экспертом по внешней политике Юго-Восточной Европы.
Является автором или соавтором нескольких книг, в том числе, «Босния и Герцеговина: От Дейтона в Европу» и «Долгая дорогу к миру: Косово и международное сообщество», биографии Федерального канцлера Австрии Бруно Крайского.

## Награды
- Медаль Мариетты и Фридриха Торберга (2002)